# لعبة البكاء (فلم)
لعبة البكاء (بالإنجليزية: The Crying Game) هو فيلم جريمة تم إنتاجه في المملكة المتحدة وصدر في سنة 1992.

## بطولة
- جاي دافيدسون
- فورست ويتكر

## القصة
تدور أحداث الفيلم قصة صداقة بين جندي بريطاني مختطف، ومتطوعة في الجيش الجمهوري الإيرلندي، وفي نهاية الفيلم يلتقط أحد الممثلين مسدسا استخدمته صديقته لقتل فتاة أخرى، ويضع بصمات أصابعه عليه ليُسجن بدلا منها، وحين زارته في السجن سألته، لماذا فعلت ذلك ؟ فأجاب: لقد قال أحدهم يوما ما: هذه طبيعتي.

## الميزانية والإيرادات
بلغت تكلفة إنتاج الفيلم حوالي Pound sterling2.3 مليون دولار,(3.6 million) بينما حقق أرباحا تقدر بـ 62,548,947 دولار.

### ترشيحات وجوائز
| السنة | الحدث  | الفئة     | النتيجة |
| ----- | ------ | --------- | ------- |
|       | أوسكار | أفضل فيلم | ترشـيـح |

## وصلات خارجية
- مقالات تستعمل روابط فنية بلا صلة مع ويكي بيانات